# Назаренко Олег Юрійович
Назаренко Олег Юрійович  (нар. 27 лютого, 1961, Маньківка, Черкаська область, Українська РСР) — український громадський діяч, генеральний директор Всеукраїнської асоціації автомобільних імпортерів і дилерів.

## Життєпис
Народився 27 лютого 1961 року в селищі міського типу Маньківці.
У 1978–1984 роках навчався уКиївському політехнічному інституті на факультеті електронної техніки.
У квітні 1984 року – червні 1986 року проходив військову службу у в/ч 29978 на посаді начальника розвідки дивізіону, мав звання лейтенанта (згодом старший лейтенант).
У серпні 1986 року – квітні 1991 року працював на Київському заводі автоматики завідувачем відділу.
У квітні 1991 року – травні 1996 року був директором та художнім керівником театрального об'єднання «Альтернатива».
У травні 1996 року – червні 1999 року обіймав посаду заступника голови правління СП «Автотрейдінг».
Із липня 1999 року — генеральний директор Всеукраїнської асоціації автомобільних імпортерів і дилерів.

## В Міністерстві внутрішніх справ України
У 2019 році – уповноважений в установчих зборах з формування складу Громадської ради при Міністерстві внутрішніх справ України.
Із 2019 по 2021 роки – член громадської ради при Міністерстві внутрішніх справ України.
Входив до складу робочих груп по підготовці Законів України щодо діяльності МВС у сфері безпеки дорожнього руху.